# Новосело Трновачко
Новосело Трновачко је насељено мјесто у Лици. Припада граду Госпићу, у Личко-сењској жупанији, Република Хрватска.

## Географија
Новосело Трновачко је удаљено око 7 км југозападно од Госпића.

## Становништво
Према попису из 1991. године, насеље Новосело Трновачко је имало 112 становника. Према попису становништва из 2001. године, Новосело Трновачко је имало 78 становника. Према попису становништва из 2011. године, насеље Новосело Трновачко је имало 84 становника.
| Демографија | Демографија | Демографија |
| Година      | Становника  | Становника  |
| ----------- | ----------- | ----------- |
| 1961.       | 71          |             |
| 1971.       | 56          |             |
| 1981.       | 63          |             |
| 1991.       | 112         |             |
| 2001.       | 78          |             |
| 2011.       |             | 84          |